# حرباء افريقية
حرباء أفريقية (الاسم العلمي: Chamaeleo africanus) ، هي أحد أنواع فصيلة الحرابي، تعيش في منطقة الساحل ووادي النيل.